# Mörbylånga (đô thị)
Đô thị Mörbylånga (Mörbylånga kommun) là một đô thị ở hạt Kalmar, ở đông nam Thụy Điển, trên đảo Öland ở Biển Baltic. Thủ phủ là thị xã Mörbylånga, còn thị xã lớn nhất là Färjestaden.
Đô thị hiện nay, bao gồm phần phía nam của Öland, đã được lập năm 1974. 18 đơn vị gốc (vào thời điểm năm 1863) đã được sắp xếp lại thành 3 nhóm trong cuộc cải cách hành chính năm1952. Ottenby được hợp nhất với Mörbylånga năm 1967. Năm 1974 bổ sung Torslunda.
Đô thị Mörbylånga có nhiều di chỉ cổ. Có 20 pháo đài trên đồi ở Öland, trong đó nổi bật nhất là pháo đài Eketorp.
Toàn bộ phía nam đảo đã được UNESCO công nhận là di sản thế giới.

## Các đơn vị dân cư trực thuộc
Có 9 khu vực đô thị (cũng gọi là Tätort hay đơn vị địa phương) ở đô thị Mörbylånga.
Bảng dưới đây liệt kê các đơn vị trực thuộc của đô thị này theo quy mô dân số thời điểm 31 tháng 12 năm 2005. Thủ phủ được bôi đậm.
| # | Địa phương  | Dân số |
| - | ----------- | ------ |
| 1 | Färjestaden | 4,636  |
| 2 | Mörbylånga  | 1.784  |
| 3 | Skogsby     | 528    |
| 4 | Algutsrum   | 499    |
| 5 | Degerhamn   | 372    |
| 6 | Vickleby    | 310    |
| 7 | Gårdby      | 262    |
| 8 | Arontorp    | 231    |
| 9 | Kastlösa    | 208    |